# Jacinta Marescotti
Jacinta Marescotti, italijanska svetnica, * 1585, Viterbo, † 30. januar 1640.
Sveta Jacinta Marescotti se je rodila v ugledno knežjo rodbino Orsini. Goduje 30. januarja.
Papež Benedikt XIII. (tudi Orsini) jo je razglasil za blaženo, papež Pij VII. pa za svetnico leta 1807.